# Akkawi
Pho mát Akkawi (tiếng Ả Rập: جبن عكاوي, cũng Akawi, Akawieh, và Ackawi) là một pho mát ngâm nước muối trắng. Nó được đặt tên theo thành phố Acre, nơi đầu tiên xuất hiện, akkawi tiếng Ả Rập có nghĩa là "từ Akka". Nó thường được thực hiện bằng cách sử dụng sữa bò, nhưng có thể được chế biến bằng sữa dê hoặc sữa cừu. Nó được sản xuất trên quy mô lớn ở Trung Đông, đặc biệt là ở Liban, Syria và Cộng hòa Síp. Là một loại pho mát trắng mềm, nó có kết cấu mịn màng và một hương vị nhẹ mặn. Thường được sử dụng như một pho mát trên bàn ăn, nó được coi riêng hoặc kết hợp với trái cây.